# ديفيد فيرجاسن
ديفيد فيرجاسن (بالإنجليزية: David Fergusson)‏ هو مدرس بريطاني، ولد في 3 أغسطس 1956.